# HD 12661
HD 12661 (HIP 9683 / SAO 75125) és un estel a la constel·lació d'Àries de magnitud aparent +7,44. S'hi troba a 114 anys llum de distància del sistema solar. Es coneixen dos planetes extrasolars en òrbita al voltant d'aquest estel.

## Característiques físiques
HD 12661 és una nana groga de tipus espectral G6V —en la base de dades SIMBAD apareix com a K0V— amb una temperatura efectiva de 5742 K. Amb un diàmetre un 12% més gran que el del Sol, llueix amb una lluminositat un 22% superior a la lluminositat solar. La seva elevada lluminositat amb relació al seu tipus espectral, així com la seva grandària, suggereixen que pot estar entrant en l'etapa de subgegant; per això, guarda certa semblança amb 70 Virginis —estel també amb sistema planetari—, encara que la seva lluminositat no és tan elevada com en aquesta darrera. La seva massa estimada és un 7 % major que la massa solar i, com correspon a l'abans exposat, és un estel antic amb una edat aproximada entre 6 500 i 7 050 milions d'anys. Posseeix una metal·licitat —abundància relativa d'elements més pesants que l'heli— netament superior a la solar ([Fe/H] = +0,385). Altres elements com a carboni, sofre, magnesi i alumini, mostren la mateixa tendència; únicament el manganès és «sobreabundós» en relació amb el ferro ([Mn/Fe] = +0,17).

## Sistema planetari
El primer planeta, HD 12661 b, orbita a una distància mitjana de 0,83 ua de l'estel, emprant 236 dies a completar l'òrbita. El segon planeta, HD 12661 c, es mou en una òrbita més allunyada, a una distància de 2,56 ua, necessitant 1 708 dies per completar la seva òrbita.
Malgrat l'alta excentricitat de l'òrbita del planeta interior (e = 0,35), el sistema és estable si les òrbites són coplanars. Si no foren coplanars, el sistema podria no ser estable.

Sistema planetari al voltant d'HD 12661.